# 마포대교
마포대교(麻浦大橋)는 서울특별시 마포구 도화동과 영등포구 여의도동을 잇는 다리이다. 한강에 4번째로 설치되었다. 길이는 1,400m이며 왕복 10차로 다리이다. 마포대교 남쪽에 파크원 타워와 서울국제금융센터가 있다. 또한 수도권 전철 5호선 하저터널이 여의나루역과 마포역 사이에 마포대교 바로 밑을 지나간다.

## 역사
1968년 2월 29일에 서울대교라는 이름으로 착공하여 1970년 5월 16일에 개통되었다. 그러다 1984년 11월 13일에 서울대교에서 마포대교로 이름을 바꾸었다. 이후 이 다리가 이용량이 늘어나 극심한 교통체증을 겪자 옆에 원효대교를 건설하게 되었고, 이것이 여의도가 발전하는 계기가 되었다.
2008년 8월부터 2008년 11월까지 보행환경 개선공사로 왕복 8차선으로 다리가 축소된 적도 있었다.
2012년 9월 26일 서울특별시는 삼성생명과 함께 마포대교를 생명의 다리를 조성하였다.
2013년 7월 26일 남성연대의 성재기 대표는 역차별 중지를 외치며 마포대교에서 활동비 모금을 위한 결의를 보여주려고 투신 퍼포먼스를 계획하였으나 사고로 사망하였다.

## 재가설
마포대교는 최초 개설 당시 차량 1대당 최대 중량 32톤까지만 통행할 수 있게 설계되어 있었으나 서울 일대 교통량이 증가하면서 40톤 이상의 대형 차량의 통행이 빈번해졌다. 이로 인해 교량 전체에 무리를 가해 상판균열 및 하얀색 얼룩이 지는 백화(白花)현상이 발생하기에 이르렀고 1993년에 전면 보수하기로 하였다. 그런데 1994년 성수대교 붕괴 사고가 발생하면서 한강교량 전체에 대한 보수공사가 이루어졌고, 이 때 마포대교는 기존 교량보수를 하기 전 신마포대교를 건설하기로 하여 1996년 12월에 착공하여 2000년 6월 30일에 완공하였고, 7월 3일 오후 2시부터 통행이 이루어졌다. 이와 동시에 구마포대교는 상판을 철거하고 재가설하여 2005년 10월 17일에 제2마포대교로 재개통되어 왕복 10차선 도로로 이용할 수 있게 되었다.

## 대중문화

### 노래
- 마포대교와 관련된 노래로는 2003년 발표된 트로트가수인 최유나의 7집에 수록된 "반지"가 있다.

### 영화
- 2006년에 개봉한 영화 타짜에서 성수대교 붕괴 사건이 일어나 마포대교도 무너질 위험에 처하자 영화에 나오는 인물인 곽철용은 "마포대교는 무너졌냐?"라고 한다.
- 2013년에 개봉한 더 테러 라이브에서 범인의 표적이 되어서 폭발사고가 일어난 곳의 배경이 되기도 하였다.
- 2014년 3월 30일에는 영화 어벤져스: 에이지 오브 울트론의 촬영을 이 곳에서 진행하였다.

## 갤러리

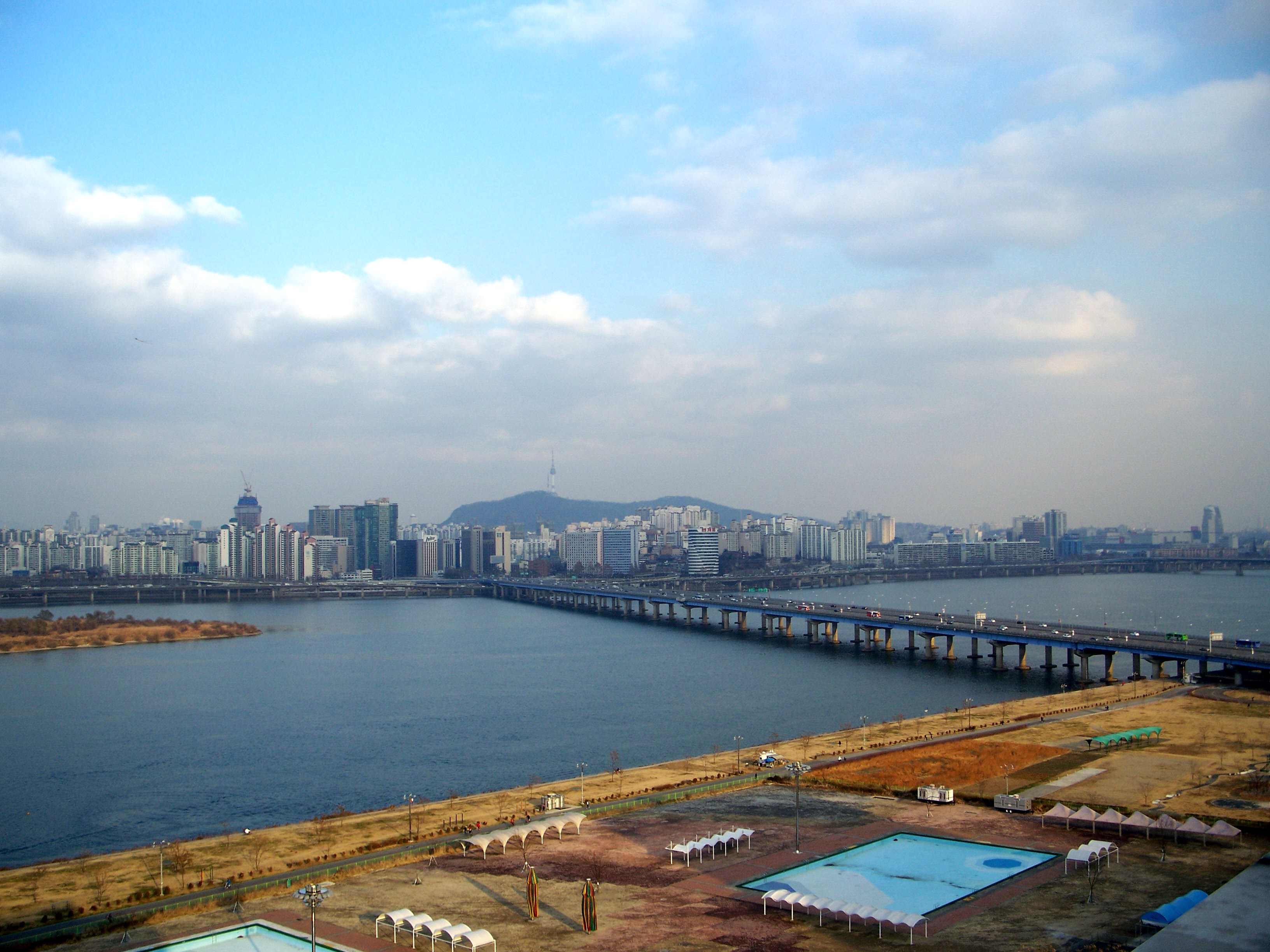
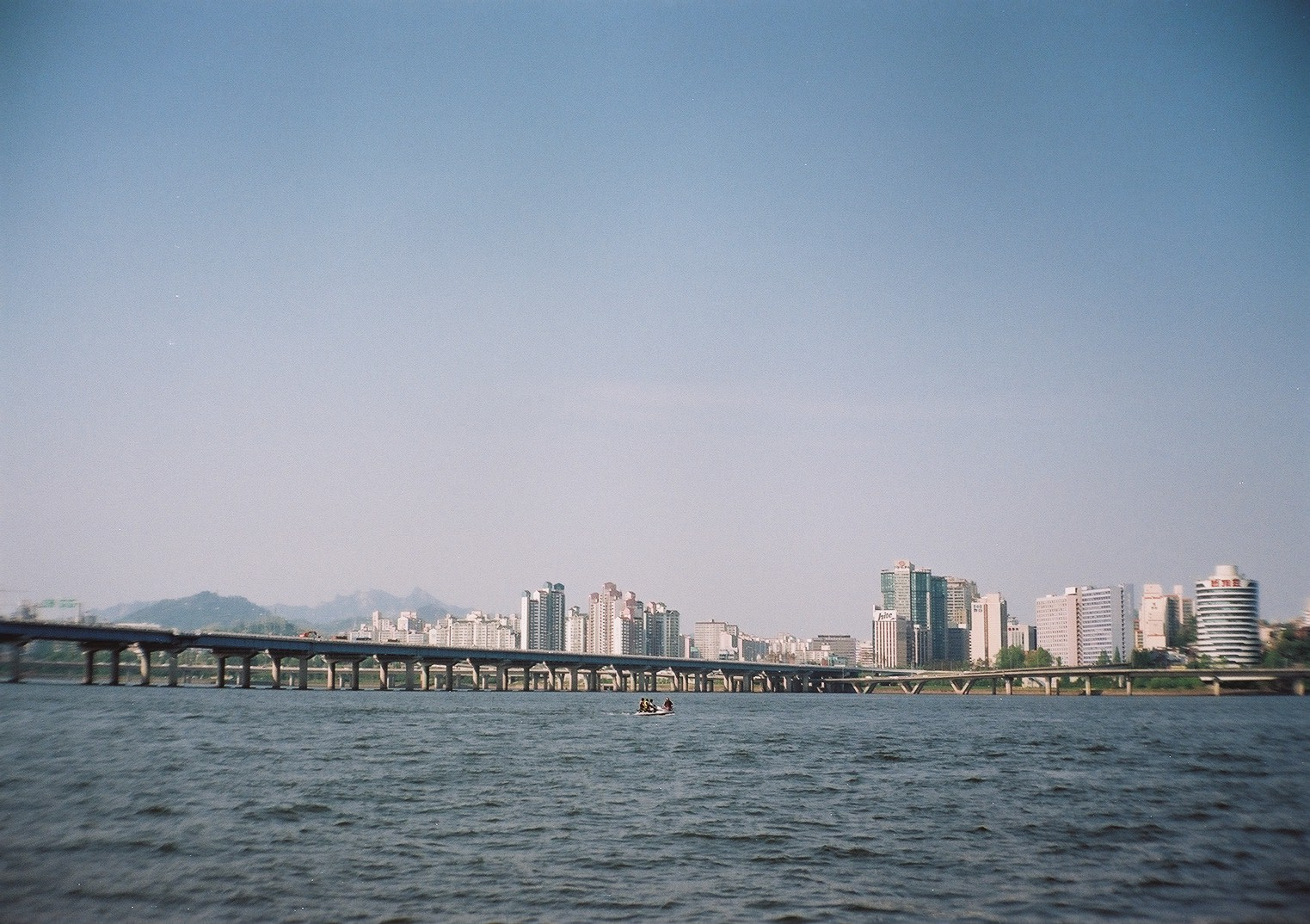
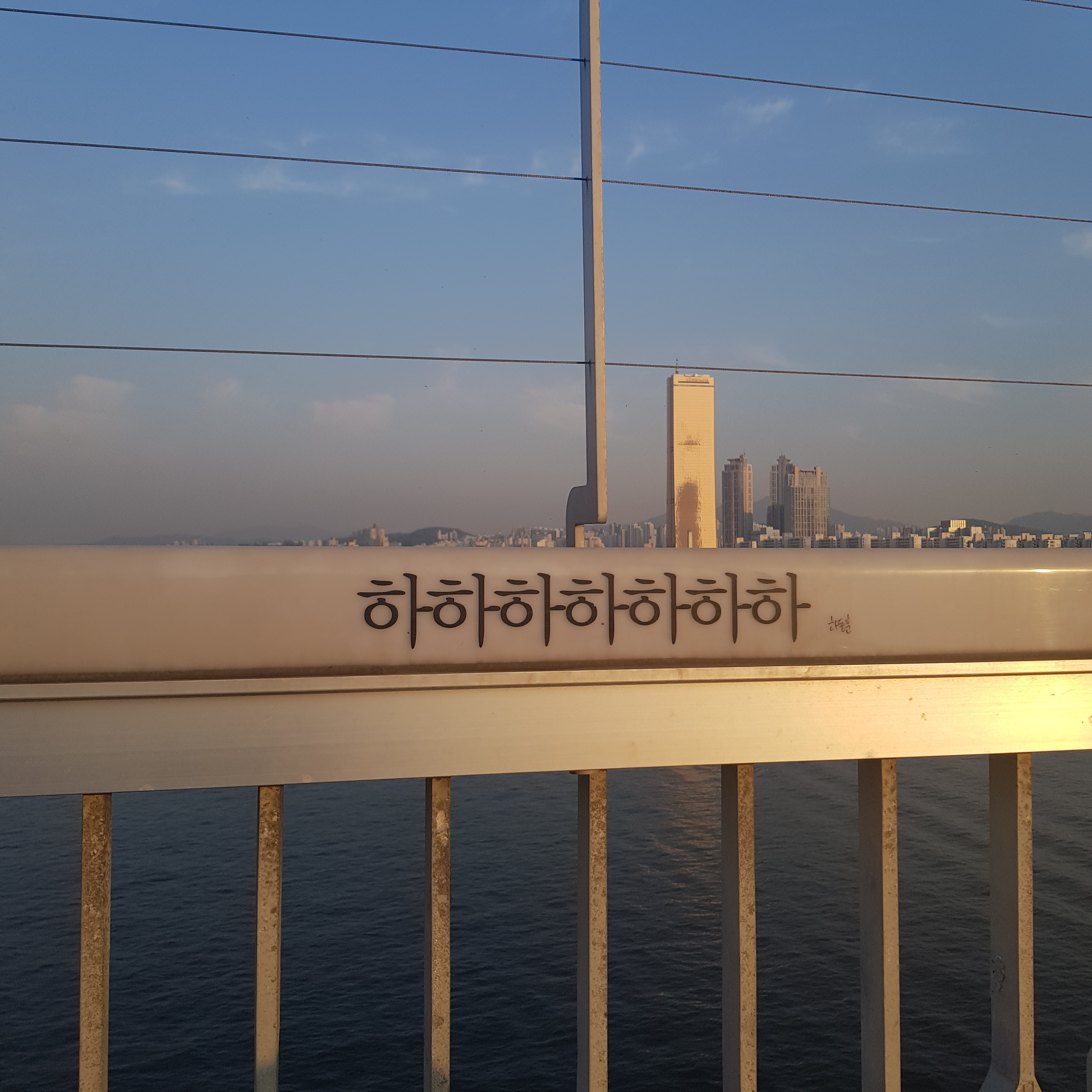
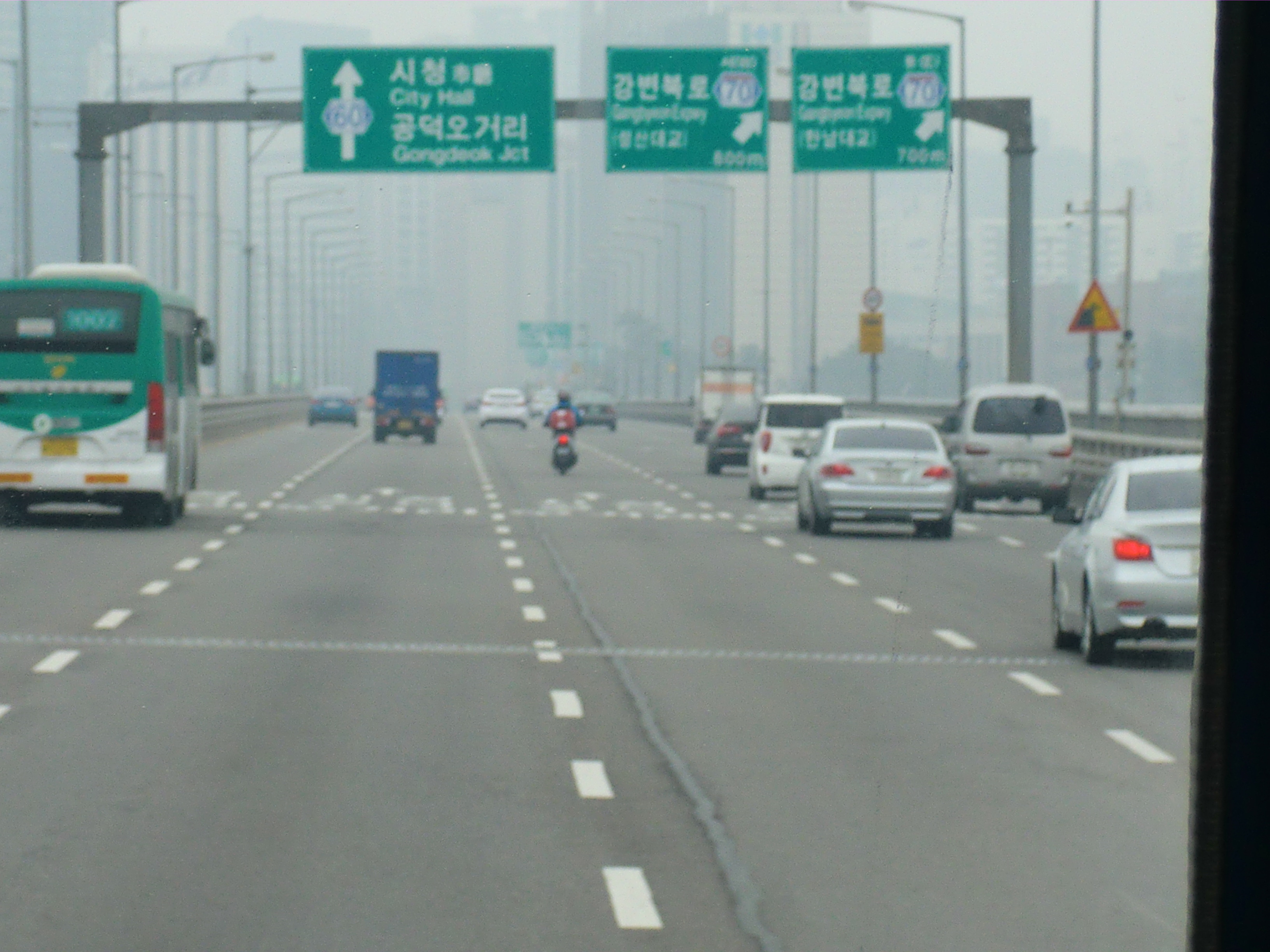
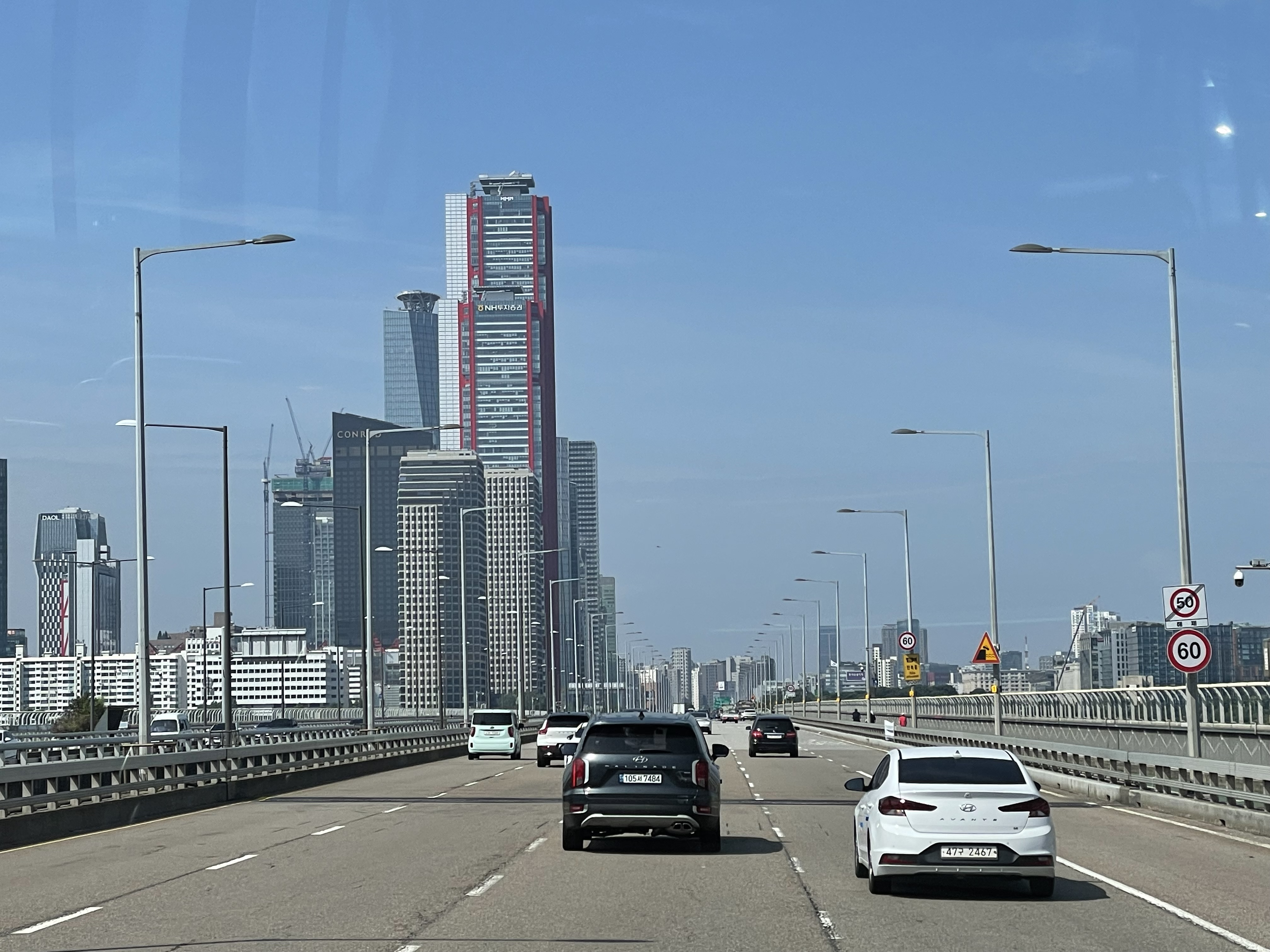

## 같이 보기
- 한강